# Lascazères
Lascazères – miejscowość i gmina we Francji, w regionie Oksytania, w departamencie Pireneje Wysokie.
Według danych na rok 1990 gminę zamieszkiwało 265 osób, a gęstość zaludnienia wynosiła 29 osób/km² (wśród 3020 gmin regionu Midi-Pyrénées Lascazères plasuje się na 799. miejscu pod względem liczby ludności, natomiast pod względem powierzchni na miejscu 1155.).